# Rebecca Lee Crumpler
Rebecca Lee Crumpler (* 8. Februar 1831 in Delaware; † 9. März 1895 in Hyde Park, Boston) war eine US-amerikanische Ärztin und Autorin. Sie war die erste afroamerikanische Frau, die in den Vereinigten Staaten den Titel Doktor der Medizin erwarb.

## Leben und Ausbildung
Rebecca Lee Crumpler wurde 1831 als Tochter von Absolum Davis und Mathilda Webber in Delaware geboren. Aufgezogen wurde sie in Pennsylvania von einer Tante, die sich um kranke Nachbarn kümmerte. Sie besuchte als „besondere Schülerin“ eine angesehene Privatschule, die West-Newton English and Classical School in Massachusetts. Danach zog sie nach Charlestown, Massachusetts und begann 1852 eine achtjährige Ausbildung zur Krankenschwester. Auch heiratete sie in diesem Jahr Wyatt Lee. Lee starb im Jahr 1863.
Im Laufe dieser Ausbildung erhielt sie von den Ärzten, mit denen sie arbeitete, Empfehlungsschreiben für das New England Female Medical College in Boston. Das New England Female Medical College war 1850 gegründet worden und hatte im ersten Jahrgang 12 Studentinnen. Als erste Einrichtung für Frauen wurde es von vielen männlichen Ärzten zunächst verspottet. Frauen wurde eine medizinische Ausbildung nicht zugetraut. Ihnen wurde unterstellt, dass sie nicht über die körperliche Kraft verfügten, um Medizin zu praktizieren, und dass das Feld für die „sensible und heikle Natur“ von Frauen ungeeignet wäre. Dort studierte sie ab 1860. Da sie 1861, als der Bürgerkrieg ausbrach, für kurze Zeit nach Richmond umziehen musste, wurde ihr Stipendium gekündigt. Als sie ihr Medizinstudium nach ihrer Rückkehr nach Boston fortsetzen wollte, stellte sie fest, dass ihre finanzielle Grundlage weggebrochen war. Sie weigerte sich jedoch aufzugeben und gewann das Wade-Stipendium, einen Fonds, den der Abolitionist Benjamin Wade eingerichtet hatte.
Als Rebecca Davis Lee mit dem Medizinstudium begann, waren nur 300 der 54.543 Ärzte in den Vereinigten Staaten weiblich und keine von ihnen war schwarz. Sie war die erste und auch lange Zeit einzige schwarze Frau in den Vereinigten Staaten, die ein solches Studium abschloss, da die Schule bereits 1873 geschlossen wurde. Selbst im Jahr 1920 gab es nur 65 afroamerikanische Ärztinnen.
In zweiter Ehe heiratete Rebecca Davis Lee im Jahr 1864 Arthur Crumpler und begann in Boston als Ärztin zu arbeiten. Mit ihrem zweiten Ehemann hatte sie eine Tochter Lizzie Sinclair Crumpler.

## Wirken

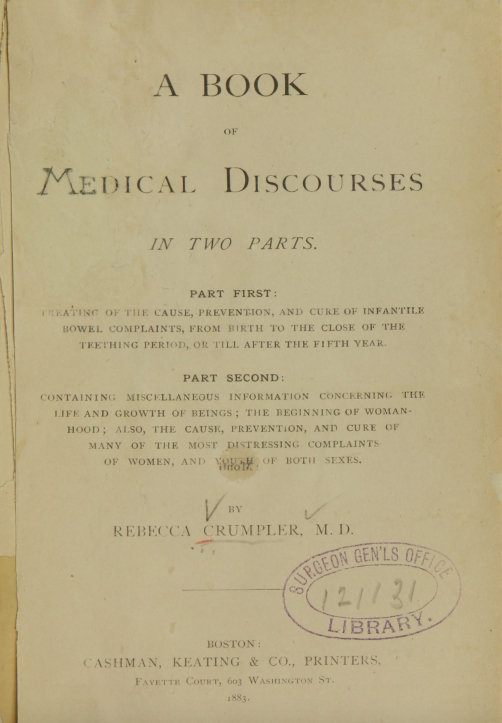
A Book of Medical Discourses (1883)
von Rebecca Lee Crumpler, M.D.

Rebecca Lee Crumpler zog 1865 mit ihrem Mann nach dem Ende des amerikanischen Bürgerkriegs nach Richmond, Virginia. Dort arbeitete sie für das Freedmen’s Bureau, eine Bundesbehörde, die sich um die mehr als 4 Millionen befreiten Sklaven kümmerte, die sich nach dem Sezessionskrieg ein neues Leben in Freiheit aufbauen mussten. Sie kümmerte sich um die Krankheiten der Frauen und Kinder und arbeitete unter der Schirmherrschaft von General Orlando Brown, dem stellvertretenden Kommissar des Freedmen’s Bureau für den Bundesstaat Virginia. Während ihrer Arbeit war sie täglich Rassismus und auch Sexismus durch ihre männlichen Kollegen, Apotheker und andere ausgesetzt. In ihrer Autobiografie schrieb sie später, dass sie dies durchgehalten habe, um “a very large number of the indigent, and others of different classes, in a population of over 30,000 colored.” (dt. „eine sehr große Anzahl von Bedürftigen und andere verschiedener Klassen zu behandeln in einer Bevölkerung von über 30.000 Farbigen.“)
Nach Boston kehrten die Crumplers im Jahr 1869 zurück und ließen sich in einem überwiegend afroamerikanischen Viertel auf Beacon Hill in der Joy Street nieder. Auch dort praktizierte sie als Ärztin. Ihr dortiges Haus gehört zum Boston Black Heritage Trail, der Teil der Boston African American National Historic Site ist. Im Jahr 1880 zog sie mit ihrem Mann in den Bostoner Stadtteil Hyde Park. Dort schrieb sie ihr Buch A Book of Medical Discourses, welches 1883 von Cashman, Keating and Co., Boston, veröffentlicht wurde. Das Buch beinhaltet im ersten Teil die „Behandlung der Ursache, Vorbeugung und Heilung von Darmbeschwerden bei Kindern von der Geburt bis zum Ende der Kinderkrankheiten oder nach dem fünften Jahr“. Im zweiten Teil „verschiedene Informationen über das Leben und Wachstum von Wesen; der Beginn der Weiblichkeit; auch die Ursache, Vorbeugung und Heilung vieler der belastendsten Beschwerden von Frauen und Jugendlichen beiderlei Geschlechts.“ Möglicherweise ist dieses Buch der erste medizinische Text eines afroamerikanischen Autors. Sie widmete es „Müttern, Krankenschwestern und allen gewidmet, die die Leiden der Menschheit lindern möchten“.
Ihr Buch von 1883 basiert auf Tagebuchnotizen, die sie während ihrer jahrelangen medizinischen Praxis führte.

## Tod und Nachwirken
Rebecca Davis Lee Crumpler starb am 9. März 1895 im Hyde Park. Sie wurde auf dem Fairview Cemetery in einem nicht markierten Grab beigesetzt. Fast 125 Jahre nach ihrem Tod, im Februar 2020, wurde ihr Grab durch Freunde der Hyde Park Library wiedererkannt und es wurden Spenden für einen geeigneten Grabstein gesammelt. Es gibt von Rebecca Crumpler keine Fotos, auch wenn verschiedene Quellen fälschlicherweise ein Foto von Mary Eliza Mahoney, der ersten schwarzen Krankenschwester in den Vereinigten Staaten, verwenden.
Judy Chicago widmete Rebecca Lee Crumpler eine Inschrift auf den dreieckigen Bodenfliesen des Heritage Floor ihrer Installation The Dinner Party. Die mit dem Namen Rebecca Lee beschrifteten Porzellanfliesen sind dem Platz mit dem Gedeck für Elizabeth Blackwell zugeordnet.